# Пію гайовий
Пію гайовий (Synallaxis frontalis) — вид горобцеподібних птахів родини горнерових (Furnariidae). Мешкає в Південній Америці.

## Опис
Довжина птаха становить 14-16 см, вага 11-17 г. Верхня частина тіла оливково-коричнева, лоб сірий, тім'я рудувато-коричневе. Над очима жовтуваті "брови". Крила і хвіст рудувато-коричневі. Горло біле з чорною плямою, груди світло-сірі, живіт білий.

## Поширення і екологія
Гайові пію мешкають в Бразилії (від Мараньяну на схід до Ріу-Гранді-ду-Норті і на південь до Мату-Гросу-ду-Сул і Сан-Паулу, а також на півдні Ріу-Гранді-ду-Сул), на сході Болівії, на півночі і в центрі Аргентини (на південь до Мендоси, Ла-Пампи і північного Буенос-Айреса), в Парагваї (за винятком південного заходу) та в Уругваї. Вони живуть в сухих тропічних лісах і рідколіссях, в саванах і чагарникових заростях, на полях і плантаціях. Зустрічаються на висоті до 2500 м над рівнем моря. Живляться безхребетними. Гніздо кулеподібне з трубкоподібним входом, розміщується на дереві. Інкубаційний період триває з липня по грудень.